# 玩了整個夏天的超級玩具
《玩了整個夏天的超級玩具》（英語：Supertoys When Winter Comes）是由布萊恩·阿爾迪斯創作的短篇小说，長約2700字。該小說於《时尚芭莎》英國版1969年12月號首度發表，後收錄於個人選集《The Moment of Eclipse》等出版品當中。2001年電影受到該小說的啟發，阿爾迪斯亦曾參與該片的編劇。

## 劇情概要

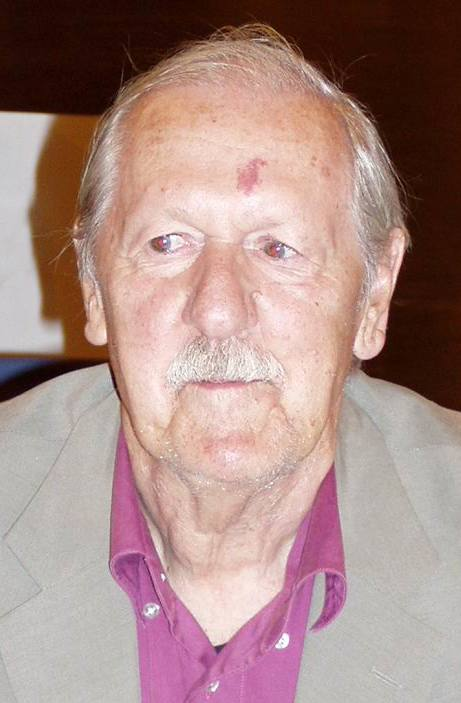
布萊恩·阿爾迪斯（攝於2005年）

該故事設定在一個人口過剩且人類已經發明出有智能的機器的世界，講述斯溫頓一家的故事。在家中，莫妮卡苦惱於無法「愛」她的兒子大衛，大衛希望讓母親知道自己愛她，於是與他的「超級玩具」（super-toys）泰迪（Teddy）一起商量有什麼方法。莫妮卡的丈夫亨利是人工智能企業——合成人感恩公司（Synthank）的總經理，正在主持公司的新產品發表會。亨利的演說開場向讀者說明了當前世界人口過剩的慘況，不過他們所在的國家因為施行生育控制而免於挨餓。合成人感恩公司推出擁有人工智能的「僕人」（serving-man），智能超越市面上原有的超級玩具，也可替生活孤立寂寞的現代人帶來慰藉。
莫妮卡與大衛的互動變得不自然，大衛感到不對勁，希望逃離這個地方，並偷偷溜進花園再回房間。莫妮卡看了大衛用蠟筆寫的書信，每一篇都在重複他對母親的愛、每個字母都用不同的顏色，但都只寫到一半，莫妮卡開始哭泣。一段時間後，亨利回到家，莫妮卡向他分享一件喜事——她贏得這週的生育彩票，夫妻倆現在可以生一個孩子，而不用再苦等何時輪到他們。兩人的談話揭露了大衛其實是有著人工智能的機器人小孩（但是大衛並不自知）。樓上的大衛聞著從花園摘來的玫瑰，玫瑰讓他聯想起母親。

## 創作背景
《玩了整個夏天的超級玩具》是布萊恩·阿爾迪斯受朋友克里斯多福·伊凡所託而寫下的作品。當時伊凡得到編輯圣诞节出刊的《时尚芭莎》1969年12月號的機會，他寫信給阿爾迪斯，表示該期雜誌急需一篇約三千字的短篇小說。阿爾迪斯於是寫出了這篇作品，過程中沒有想太多也沒有猶豫。他將小說標題設計得引人入勝，乍看之下標題透露出一種平靜安穩，但背後隱藏著人們對夏天的認知——夏天再長久，都總是會結束。2011年，阿爾迪斯在《Science Fiction Studies》刊登的文章中提到，故事中的情節反映了他得不到母愛的記憶，儘管他寫作時並沒有意識到那段記憶。根據阿爾迪斯所述，他出生的五年前姊姊死產，母親只想要再一個女兒來替代，因此他的童年非常不快樂。
受到電影改編過程的影響，阿爾迪斯日後寫了兩篇續作《冬天來臨時的超級玩具》和《其他季節裡的超級玩具》，於個人選集《Supertoys Last All Summer Long and Other Stories of Future Time》（2001）首度發表。阿爾迪斯在訪談中表示，原導演斯坦利·库布里克過世後，他打算把《玩了整個夏天的超級玩具》的版權全部取回而重新把目光放在那篇作品上，進而產生了寫一篇後續故事的念頭。《冬天來臨時的超級玩具》由库布里克的妻舅詹·哈蘭轉交給新導演斯蒂芬·斯皮尔伯格，斯皮尔伯格的反應相當不錯，於是阿爾迪斯又寫了第二篇續作《其他季節裡的超級玩具》，

## 發表
這篇小說於《时尚芭莎》英國版1969年12月號首度發表，篇幅非常短，只佔了雜誌的三頁。據阿爾迪斯的說法，雜誌讀者評價還不錯。這篇小說隨後於阿爾迪斯的1970年個人選集《The Moment of Eclipse》中首度收錄，之後也有許多出版品收錄了這篇小說，包含但不限於以下書籍：
- 《Man in His Time: The Best Science Fiction Stories of Brian W. Aldiss》（1988）[11]
- 《Supertoys Last All Summer Long and Other Stories of Future Time》（2001）[9]
- 《The Wesleyan Anthology of Science Fiction》（2010）[12]
- 《The Brian Aldiss Collection - The Complete Short Stories: The 1960s (Part 4)》（2015）[13]

## 備註
1. ↑  譯名取自[1]。又譯「暢銷整個夏日的超級玩具」[2]。
2. ↑  譯名取自[1]。
3. ↑  根據《连线》刊登的版本進行字數統計[3]。
4. ↑  此為「synth」和「thank」的混成詞。

## 腳註
1. 1 2  理查·席克爾 2017，第194頁.
2. ↑  The Last Movie: Stanley Kubrick and Eyes Wide Shut 2007，第14分鐘處；繁體中文字幕.
3. 1 2 3 4  Aldiss, Brian. . Wired. 1997  [2024-06-23]. （原始内容存档于2020-11-29） （美国英语）.
4. 1 2 3 4 5 6 7  Brown, Charles N. (编). . Locus Magazine. August 2000  [2001-02-04]. （原始内容存档于2001-02-04） （美国英语）.
5. ↑  Aldiss 1989，第xii頁.
6. 1 2 3 4  Aldiss 2011，第226頁.
7. ↑  Aldiss 2011，第227頁.
8. ↑  Aldiss 2011，第230-231頁.
9. 1 2  Aldiss 2001.
10. 1 2  Collings 1986，第99頁.
11. ↑  Aldiss 1989.
12. ↑  . Wesleyan University Press.   [2024-06-23]. （原始内容存档于2024-06-23） （美国英语）.
13. ↑  Aldiss 2015.

### 引用作品
書籍
- Collings, Michael R. . Mercer Island: Starmont House（英语：T. E. Dikty）. 1986. ISBN 0-916732-99-1 –Internet Archive （英语）.
- Aldiss, Brian W. . New York: Atheneum（英语：Atheneum Books）. 1989. ISBN 0-689-12052-4 –Internet Archive （英语）.
- Aldiss, Brian. . New York: St. Martin's Griffin. 2001. ISBN 978-0312280611 –Internet Archive （英语）.
- Harlan, Jan; Struthers, Jane M. (编). . London: Thames & Hudson. 2009. ISBN 978-0-500-51489-4 （英语）.
  - 章節：Harlan, Jan. . : 10–25.
- 理查·席克爾（英语：Richard Schickel）. . 由黃汝娸翻译. 臺灣: 新雨出版社. 2017 [2012]. ISBN 978-986-227-214-5 （中文（臺灣））.
  - 章節：. : 192–199.
- Aldiss, Brian. . The Brian Aldiss Collection. HarperCollins UK. 2015. ISBN 9780008148973 –Google Books （英语）.

期刊
- Aldiss, Brian W. . Science Fiction Studies. 2011, 38 (2): 225. doi:10.5621/sciefictstud.38.2.0225 （英语）.

影音
- [最後的遺作：史丹利庫柏力克與《大開眼戒》] (Eyes Wide Shut DVD Two-Disc Special Edition). Warner Bros. 2007 （英语）.

## 延伸閱讀
- Aldiss, Brian. . New Scientist. 2001-09-15  [2024-06-24]. （原始内容存档于2024-06-24） （美国英语）.